# Intars Dambis
Intars Dambis (ur. 3 września 1983 w Gulbene) – łotewski bobsleista, brązowy medalista mistrzostw świata.

## Kariera
Jedyny medal w karierze Dambis wywalczył w 2009 roku, kiedy wspólnie z Jānisem Miņinsem, Daumantsem Dreiškensem i Oskarsem Melbārdisem zajął trzecie miejsce w czwórkach na mistrzostwach świata w Lake Placid. Po raz pierwszy na podium zawodów Pucharu Świata stanął 20 stycznia 2008 roku w Cesanie, kiedy wspólnie z kolegami zwyciężył w czwórkach. W kolejnych startach wielokrotnie plasował się w najlepszej trójce, zarówno w rywalizacji czwórek, jak i dwójek. Nigdy nie wystąpił na igrzyskach olimpijskich.